# Колесса Любов Олександрівна
Любов Олександрівна Колесса, відоміша як Любка Колесса (19 травня 1902, Львів — 19 серпня 1997, Торонто, Канада) — українська піаністка.

## Життєпис
Любка Колесса походила з української сім'ї з великими музичними традиціями. Її стрийко Філарет Колесса був відомим етномузикологом, а двоюрідний брат Микола Колесса — видатним композитором і диригентом. Батько піаністки, науковець професор Олександр Колесса у 1904 р. був обраний послом до Австрійського парламенту і переїхав із сім'єю до Відня.
Любка Колесса у 1918 р. закінчила Віденську академію музики і виконавського мистецтва у Луї Терна, здобувши нагороду Безендорфера. А в 1920 р. закінчила «школу майстрів» при тій же Академії під керівництвом Еміля Зауера і була відзначена Австрійською державною премією. Від 1920 р. систематично концертувала у Європі. У 1929—1930 рр. вдосконалювалася у Ежена д'Альбера. На початку 1930-х рр. Колесса давала близько 150 концертів на рік. У 1937 р. переїхала до Англії, де одружилася з англійським дипломатом Трейсі Філіпсом. На піку її концертної кар'єри у 1940 р. переселилася з Англії до Канади. Продовжувала виступати до 1954 року.
У Канаді Колесса почала викладати фортепіано. Від 1942 р. завідувала фортепіанним відділом Королівської консерваторії в Торонто, у 1955—1966 рр. викладала в Музичній школі імені Венсана д'Енді в Монреалі, у 1960—1971 рр. — в Університеті МакГілла, а також в Українському музичному інституті Нью-Йорку (1959—1960) та в Консерваторії провінції Квебек.

## Творча діяльність
Молоденька піаністка вже в 1920-х роках своїми концертами в Австрії, Швейцарії, Італії, Іспанії, Чехії, Румунії, Фінляндії швидко здобула славу. Вона виступала з найкращими оркестрами і диригентами Європи. Найбільший успіх мала в Німеччині, де об'їздила більш як 70 міст та майже щороку грала в найкращих залах Берліна.
Від 1925 р. Любка Колесса регулярно приїжджала з концертами до Львова. А в 1929 році здійснила тріумфальну гастрольну поїздку тодішньою радянською Україною. Вона виступала в Києві, Харкові та Одесі й на вимогу слухачів замість запланованих восьми дала 20 концертів. «Л. Колесса — це музична стихія в найтендітніших її проявах. Простота, безпосередність, щирість — ось властивості цієї музичности. Її гра — сама поезія», — писала газета «Пролетарська правда».
До репертуару Колесси входили 38 концертів для фортепіано з оркестром та численні сольні твори світової класики. Її улюбленим автором був Шопен, з творів якого давала монографічні концерти. Виконувала музику українських композиторів — В. Барвінського, С. Борткевича, М. Лисенка, С. Людкевича, Н. Нижанківського.
У 1928—1929 рр. було зроблено перші звукозаписи гри піаністки на роликах Вельте-Міньон, серед них — варіації на українську тему Н. Нижанківського.
У травні 1937 року Любка Колесса виступила в одній з перших передач англійського телебачення, де заграла зокрема твори українських композиторів. У 1938 році з великим успіхом здійснила концертне турне Латинською Америкою. Протягом 1940-х рр. виступала в Канаді та США. На її концерт у найвідомішому залі Нью-Йорку 27 січня 1948 року рецензент відгукнувся ствердженням «Колесса в Карнегі-Голлі, де вона й повинна бути».
У часи, коли ще не було самостійної української держави, Любка Колесса була першою і єдиною піаністкою, яка скрізь у світі фігурувала як представниця України. Це засвідчують численні рецензії (близько 700), що публікувалися в різних країнах. Відзначали, що особлива «мелодійність гри Любки Колесси має коріння в слов'янському і, спеціально, українському походженні артистки. Українці ж бо всюди відомі своїми піснями. Відгомін цих пісень чується з-під швидких і навдивовижу рухливих пальців піаністки, про технічні якості якої, гладкий плавний звук, енергійний і виразний удар, можна говорити тільки добре».
Мистецтво Л. Колесси збереглося у звукозаписах фірм «Ultraphon» (Німеччина), «His Master's Voice» (Англія), «Elektrola» (Німеччина) та «Concert Hall Society» (США). У 2000 році звукозаписи піаністки було перевидано фірмою «DOREMI» комплектом трьох компакт-дисків у серії «Legendary Teasures».

## Відомі учні
Серед учнів Л.Колесси такі відомі піаністи і педагоги як Андре Аселєн, Маріо Бернарді, Това Бородицький, Говард Браун (англ. Howard Brown), Ричард Греско, Джон Гавкінс (англ. John Hawkins), Іреней Жук, Люба Жук, Ірина Кодра, Христина Осадца, Клермон Пепен, Євген Плавуцький, Марта Шлемкевич-Савицька та ін.